# Suat Sari

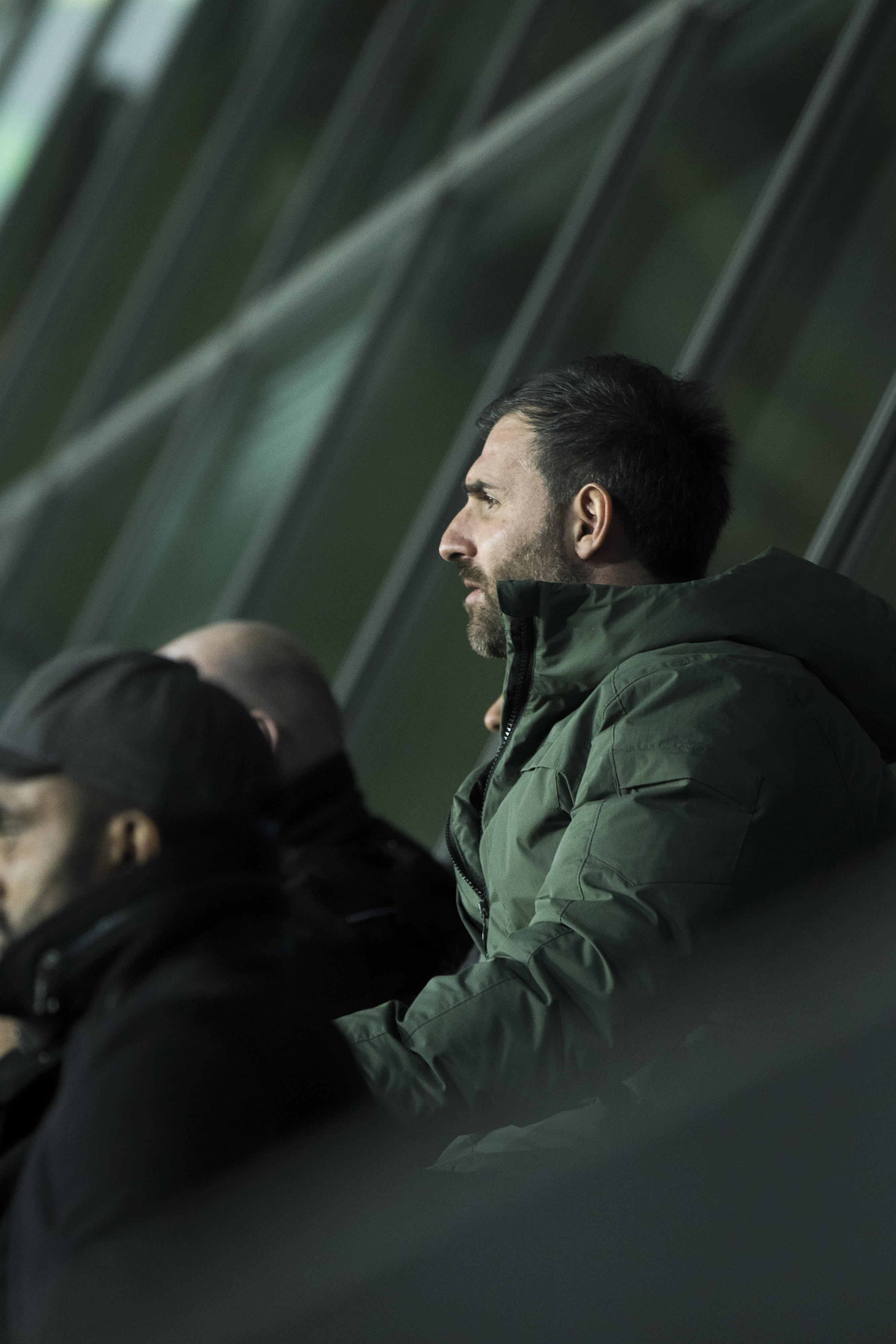
Suat Sari.

Suat Sari, född 15 maj 1982 i Kuşça, Turkiet, är en dansk fotbollstränare, spelaragent och före detta fotbollsspelare.

## Biografi
Sari föddes i kurdiska byn Kuşça och kom till Danmark med familjen som sexåring. Han inledde sin fotbollskarriär i danska Brøndby IF och fortsatte en period som ungdomsspelare i spanska Rayo Vallecano och spel med Galatasarays U-lag.
I Sverige debuterade han för Östersunds FK 2007, men lämnade laget efter en misslyckad vårsäsong och skrev istället på för turkiska laget Sakaryaspor. Han hann inte spela några matcher för Sakaryaspor, innan han istället skrev på för Ope IF. Tidigare var han även spelare för Ånge IF och Mariehem SK under säsongen 2009. 
Efter att ha avslutat sin fotbollskarriär satsade han istället på en tränarkarriär. Bland annat var han ungdomstränare för FC Köpenhamn. 
Första tränaruppdraget i Sverige var i klubben Ånge IF, där han fick lämna klubben efter ett par veckor. 
Sari blev klar för ett nytt tränaruppdrag juni 2016 i turkiska storklubben Besiktas U19-lag.
Sedan 2010 driver han företaget Sari Sportmanagement, som förvaltar fotbollstalanger och tillhandahåller utbildning. Företaget har kontor i Köpenhamn och Istanbul.
Suat Sari är känd för att ha tränat med Hakan Şükür samt varit agent åt Denílson de Oliveira och Rajko Lekić.